# Lake Pedder
Lake Pedder ist ein Stausee im Südwesten des australischen Bundesstaates Tasmanien: Ursprünglich ein vor 10.000 Jahren entstandener Gletschersee mit einer Größe von ca. drei Quadratkilometern, wurde er 1972 mit drei Dämmen zur Wasserkraft-Gewinnung aufgestaut – bis dahin war er eines der spektakulärsten Naturwunder Australiens. Heute hat er eine Größe von rund 242 Quadratkilometern und dürfte damit der Süßwassersee Australiens mit dem größten Volumen sein. Gegen den geplanten Aufstau gab es zahlreiche, allerdings letztlich erfolglose Proteste.
Der Name des Sees stammt von John Pedder, dem ersten Justizminister Tasmaniens. Ein Lake-Pedder-Nationalpark wurde 1955 gegründet und später in Southwest-Nationalpark umbenannt.
Anfang 2025 gibt es Pressemeldungen, dass es eine Chance gebe, den See „wiederauferstehen“ zu lassen und ihn renaturieren zu können, auch, um ihn wieder zum dritten großen Tourismusmagneten Australiens neben dem Korallenriff Great Barrier Reef und dem Uluru-Inselberg machen zu können: Zwei der drei Staudämme werden nun aufgrund ihres Alters und Sanierungsbedarfs als „Hochrisiko“ eingestuft und stellen eine Gefahr für die flussabwärts gelegenen Gemeinden dar.

## Dammbau
Der See wird künstlich von drei Dämmen aufgestaut: Dem 38 m hohen Serpentine-Damm, dem 43 Meter hohen Rock-Fill-Damm und dem 17 Meter hohen Edgar-Damm. Aus dem See fließen der Serpentine River und der Huon River ab.

## Proteste
Die Proteste gegen den durch die Tasmanische Regierung geplanten Stausee begannen bereits 1967, da der See zum Southwest-Nationalpark gehörte; dabei bildete sich das Lake Pedder Action Committee. Einige Mitglieder dieses Gremiums gründeten später die erste „Grüne Partei“ der Welt, die United Tasmania Group. Später ging diese in den Tasmanian Greens auf. Ein prominenter Gegner des Projekts war der tasmanische Politiker Michael Hodgman.
Die Hydro Tasmania (HEC) setzte allerdings den Bau gegen die wachsenden Proteste der Umweltschützer durch, die sich über ganz Tasmanien und Australien ausgeweitet hatten.
Trotz des Misserfolgs beim Verhindern des Staudammprojekts bildete sich in Tasmanien die Wilderness Society – sie ist heute in ganz Australien aktiv und konnte dank der Erfahrungen am Lake Pedder den Bau des Franklin-Staudamms verhindern.
1994 gründete sich das Lake Pedder Restoration Committee, das den Rückbau der Staudämme fordert.

## Ökologische Folgen des Anstauung
Die Überschwemmung der Umgegend des ursprünglichen Gletschersees führte zu schweren ökologischen Verlusten für Tasmanien: „... ein Mosaik verschiedener Ökosysteme, darunter Feuchtgebiete, gemäßigter Regenwald und Buttongras-Moore sowie mehrere seltene Pflanzenarten“ werden hierbei aufgezählt; auch der Bestand vierer endemische Tierarten sei aufgrund des veränderten Lebensraums verschwunden oder mindestens stark zurückgegangen:
Z. B. konnte der Wurm Hypolimnus pedderensis nach der Flutung des Sees nicht mehr nachgewiesen werden; die ebenfalls verloren geglaubte endemische Planarie Romankenkius pedderensis wurde erst Anfang der 2010er-Jahre wiedergefunden. Der Süßwasserfisch Galaxias pedderensis (engl. Pedder galaxias) existiert nur noch in menschlicher Obhut. Vermutlich ist die Nachstellung durch eingesetzte Forellen die Hauptursache für sein Verschwinden. Auch die ursprünglichen Sandstrände aus rosafarbenem Quarzit liegen heute unter Wasser.

## Panorama

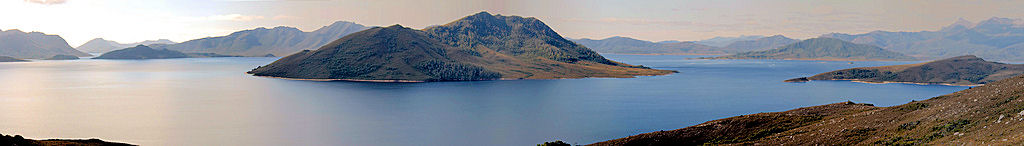
Panorama des aufgestauten Lake Pedder

Lake Pedder vom Mount Eliza im Southwest National Park gesehen